# Tymoteusz Fiedoszczenia
Tymoteusz Fiedoszczenia (ur. w 1893 we wsi Zarawice pod Łunińcem, zm. 1977 w Warszawie) – rosyjski, sowiecki, a następnie białoruski wojskowy (kapitan), antysowiecki dowódca partyzancki, białoruski działacz narodowo-kulturalny, oficer Sił Zbrojnych Polskiej Rzeczypospolitej Ludowej.

## Życiorys
W 1916 r. ukończył gimnazjum w Słucku, po czym zmobilizowano go do armii rosyjskiej. Ukończył 6-miesięczny kurs oficerski, ale na pocz. 1917 r. został zdemobilizowany. Następnie wstąpił do 1 Białoruskiego Pułku Piechoty w Mińsku, uzyskując stopień porucznika. Pod koniec 1918 r. służył w Pińsko-Wołyńskim Batalionie Ochotniczym. Od pocz. 1919 r. dowodził batalionem wojsk bolszewickich w Słucku. Podczas ofensywy polskiej na Białorusi zdezerterował, wchodząc w skład 1 Białoruskiego Oddziału Partyzanckiego kpt. Łukasza Siamienika, działającego w rejonie Borysowa. Kiedy Polacy zbliżyli się do miasta, utworzył własny oddział partyzancki, po czym dołączył do 3 Pułku Ułanów. Latem 1919 r. wstąpił do Wojska Polskiego. Objął funkcję współpracownika II oddziału (wywiad i kontrwywiad) sztabu 2, a następnie 6 Dywizji Piechoty. Wiosną 1920 r. wraz z innymi działaczami białoruskimi podpisał apel o współpracę skierowany do Borisa Sawinkowa i Stanisława Bułak-Bałachowicza. Następnie zajął się werbunkiem ochotników w Słucku do nowo organizowanych oddziałów wojskowych gen. S. Bułak-Bałachowicza. Ponownie sformował oddział partyzancki, przyłączając się na pocz. listopada 1920 r. do „bałachowców”. Na jego bazie został utworzony Samodzielny Batalion Białoruski, wchodzący w skład 2 Dywizji Mińskiej płk. Leonarda I. Mikoszy. Brał on udział w krótkich walkach z bolszewikami. Po internowaniu wojsk gen. S. Bułak-Bałachowicza przez Polaków pod koniec listopada 1920 r., kpt. Fiedoszczenia przedostał się na czele swojego oddziału do Słucka. Został tam oficerem 1 Brygady Słuckiej. Brał udział w nieudanym powstaniu słuckim, po czym został na krótko internowany w Polsce. Po wypuszczeniu z obozu przedostał się do Łunińca, gdzie mieścił się sztab oddziałów partyzanckich Białoruskiej Partii Chłopskiej „Zielony Dąb”. Sformował oddział zbrojny, na czele którego dokonywał wypadów na ziemie białoruskie zajęte przez bolszewików. Pod koniec grudnia 1920 r. został obwołany atamanem białoruskich oddziałów partyzanckich. W lutym 1921 r. został mianowany dowódcą roboczych drużyn białoruskich w składzie Wojska Polskiego. Wiosną 1921 r., po rozwiązaniu oddziałów białoruskich, został aresztowany przez Polaków. Po wyjściu na wolność na pocz. czerwca tego roku, ponownie zaangażował się w działalność zbrojną przeciwko Sowietom. Późnym latem wstąpił do organizacji zorganizowanej przez Arsenija Pawliukiewicza, stając na czele wydziału wojskowego. W październiku ponownie został aresztowany przez Polaków, ale już pod koniec grudnia wypuszczono go na wolność. Zamieszkał w Białowieży. 11 listopada 1928 r. odznaczono go Medalem Pamiątkowym za Wojnę 1918-1921. Po zajęciu Polski przez wojska niemieckie jesienią 1939 r., został przewodniczącym oddziału Białoruskiego Stowarzyszenia Narodowego w Białowieży. Otworzył szkołę białoruską, obejmując funkcję dyrektora. Prowadził działalność kulturalną. W 1944 r. ewakuował się wraz z Niemcami do III Rzeszy. Po zakończeniu wojny powrócił do Polski, wstępując do Wojska Polskiego. Mianowano go pułkownikiem. W 1947 r. został aresztowany. W 1954 r. wyszedł na wolność.